# Godwin Meade Pratt Swift
Pour les articles homonymes, voir Swift, Pratt et Meade.
Godwin Meade Pratt Swift, vicomte Carlingford, né à Swift's Heath en 1806 et mort à Cork le 4 juillet 1864, est un inventeur irlandais.

## Biographie
Réputé excentrique, de la même famille que Jonathan Swift,, Carlingford se fait connaître pour différents brevets, en 1853 et 1856, concernant un aéroplane avec une hélice tractive dont il envisageait le lancement à partir d'un chariot mouvant sur un câble,. 
Jules Verne le mentionne dans son roman Robur-le-Conquérant (chapitre VI). 